# Криптолемус
Криптолемус (лат. Cryptolaemus montrouzieri) — жук семейства божьих коровок. Является эндемиком австралийских штатов Квинсленд и Новый Южный Уэльс. В отличие от других представителей семейства божьих коровок криптолемус имеет преимущественно коричневый цвет без отличительных точек. Широко используется в сельском хозяйстве в качестве истребителя червецов — вредителя многих культурных растений. Личинки криптолемуса выглядят также, как и мучнистые червецы, которыми они питаются (пример агрессивной мимикрии).

## Название
Хотя первым криптолемус описал французский энтомолог Этьен Мюльсан (англ. Étienne Mulsant), насекомое названо в честь аббата Монтрузье, миссионера, автора книги «Insect Fauna of Woodlark Island».

## Использование в сельском хозяйстве

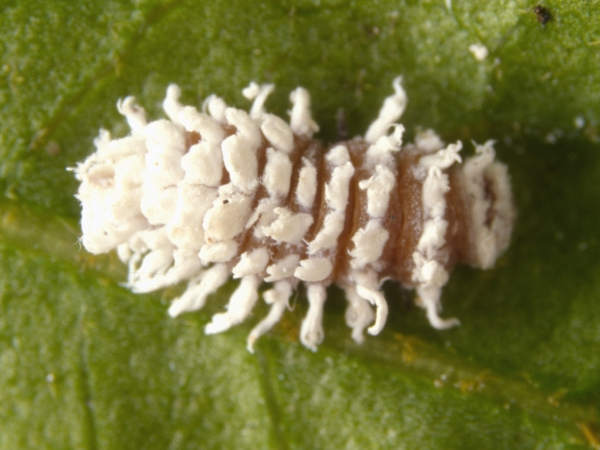
Личинка криптолемуса

### Австралия
Для борьбы с местными сельскохозяйственными вредителями криптолемусы были завезены на территорию штата Западная Австралия.

### Другие страны
Криптолемусы широко используются для борьбы с мучнистым червецом за пределами Австралии. В 1891 году они были завезены в американский штат Калифорния для борьбы с цитрусовым мучнистым червецом. Также интродуцирован на территорию Новой Зеландии.
В СССР (на территорию Абхазии) был завезён в 1933 году для борьбы с цитрусовым (виноградным) мучнистым червецом. Так как криптолемусы не переносят отрицательные температуры, на Кавказе они размножаются зимой в лабораториях.